# فرانسيسكو أفونسو
فرانسيسكو أفونسو (24 أبريل 1997 بإيستاريجا في البرتغال - ) هو لاعب كرة قدم برتغالي في مركز الدفاع.

## روابط خارجية
- فرانسيسكو أفونسو على موقع قاعدة بيانات كرة القدم.إي يو (الإنجليزية)
- فرانسيسكو أفونسو على موقع Soccerway.com (الإنجليزية)
- فرانسيسكو أفونسو على موقع AS.com (الإسبانية)